# Meilen-Rorenhaab

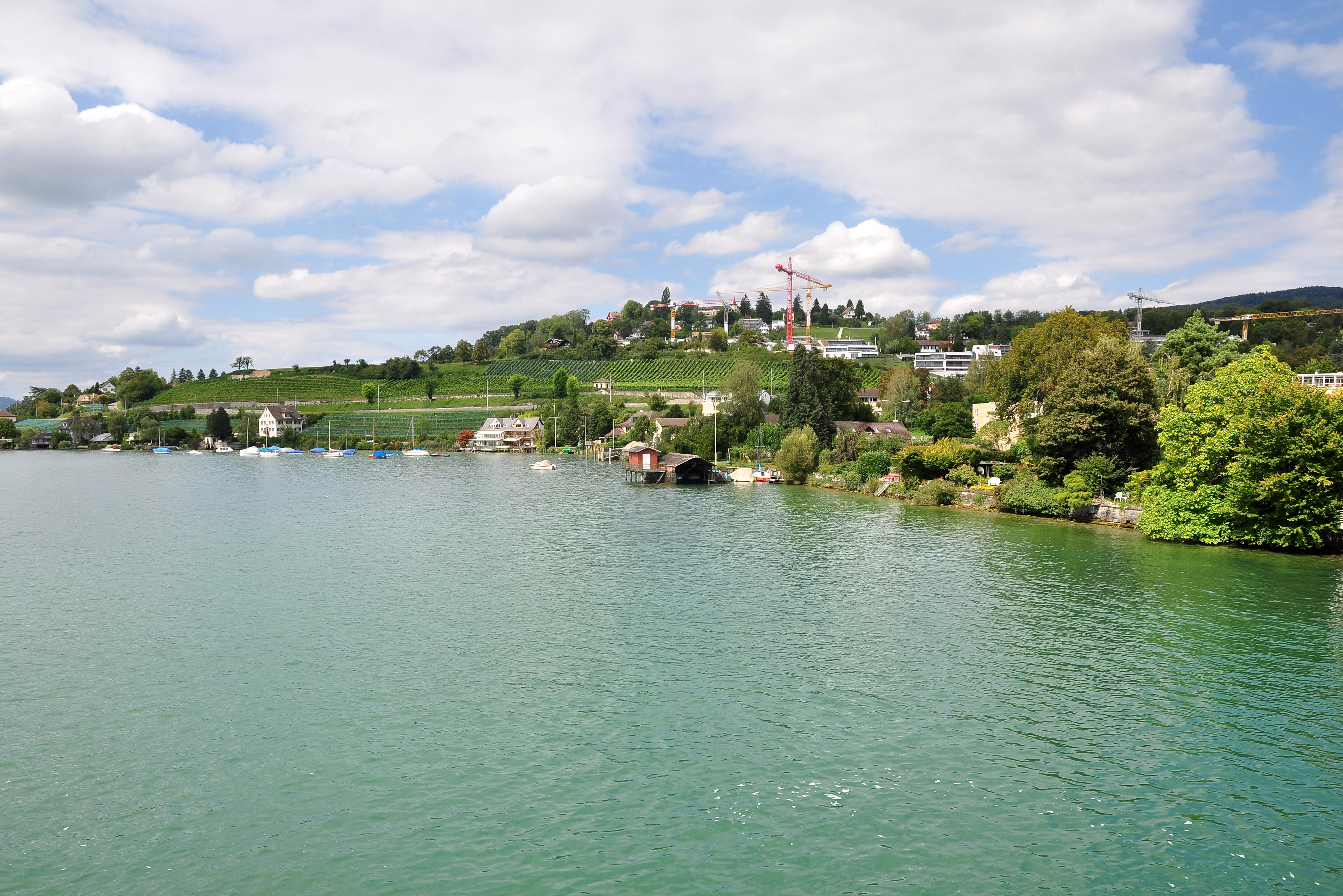
Lage der Fundstelle

Meilen-Rohrenhaab ist ein prähistorischer Siedlungsplatz im mittleren Becken des Zürichsees auf dem Gebiet der Gemeinde Meilen im Kanton Zürich in der Schweiz.

## Lage und Befund
Die Siedlung lag am östlichen Ufer des Seebeckens. Der Seespiegel (406 m ü. M.) liegt infolge klimatischer Unterschiede und der Gewässerkorrektion höher als während der Stein- und Bronzezeit; die Fundstelle liegt daher mehrere Meter unter der Wasseroberfläche.
Im Frühjahr 1855 entdeckte Ferdinand Keller aufgrund des aussergewöhnlich tiefen Wasserstandes im Rahmen von Arbeiten zur Landgewinnung Reste von Holzpfählen, Keramik, Knochen und weitere Siedlungsreste. Diese und spätere Funde Kellers begründeten das international Pfahlbaufieber genannte allgemeine Interesse für Feuchtbodensiedlungen, indem Keller darlegte, dass „in frühester Vorzeit Gruppen von Familien, höchst wahrscheinlich keltischer Abstammung, die sich von Fischfang und Jagd nährten, aber auch des Feldbaues nicht ganz unkundig waren … Hütten bewohnten, die sie nicht auf trockenem Boden, sondern an seichten Uferstellen auf Pfahlwerk errichtet hatten.“
Auch wenn die Feuchtbodensiedlungen heute zumeist nicht mehr den zeitlich viel späteren Kelten zugeordnet werden, ist Meilen-Rorenhaab daher auch aus forschungsgeschichtlicher Hinsicht ein wichtiger Meilenstein der Pfahlbauarchäologie. Als eine von mehreren Fundstellen in einem kleinen Raum, der die typische Siedlungsdynamik einer Mikro-Region während des Neolithikums aufzeigt, sind alle Perioden mit mehreren Siedlungsphasen auf kleinstem Raum repräsentiert. Zahlreiche dendrochronologische Daten, vor allem aus der Frühbronzezeit, veranschaulichen die kulturelle Entwicklung dieser Periode.

## UNESCO-Weltkulturerbe und Kulturgut von nationaler Bedeutung
Die Siedlungsreste gehören zu den 111 Fundplätzen, die am 27. Juni 2011 als UNESCO-Weltkulturerbe Prähistorische Pfahlbauten um die Alpen anerkannt wurden.
Im Schweizerischen Inventar der Kulturgüter von nationaler Bedeutung ist die Fundstelle Rorenhaab als Klasse-A-Objekt aufgeführt.